# Idioma borgoñón
El borgoñón es una lengua romance hablada en la región francesa de Borgoña. Pertenece al grupo de las lenguas de oïl. Se estima que tiene alrededor de cinco mil hablantes y aparece en el atlas de la Unesco como una lengua en peligro de extinción.

## Distribución
Se habla en Borgoña y su área de distribución se extiende en la mayor parte de los departamentos de Côte-d'Or, Saona y Loira y parte de Nièvre y Yonne, en la región del Morvan.

## Sociolingüística
Como todas las lenguas de Francia diferentes del francés, el uso del borgoñón ha estado prohibido desde el año 1700 al 2008, decreto abolido con la reforma de la constitución francesa. Ha vivido durante muchos años discriminada, ridiculizada y en situación de diglosia considerada una lengua patois. Durante los siglos XIX y XX los niños eran castigados por hablar borgoñón en la escuela. Aunque cada vez más se va abandonando el uso de la lengua, sin embargo existe el tópico que es el habla de la gente inculta y rural.

## Literatura
La canción ha sido el género por excelencia de la literatura borgoñona desde la Edad Media hasta la Edad Contemporánea. Fundamentalmente se transmitían oralmente y algunas se escribían. El primer texto publicado fue una traducción de la bula Ineffabilis Deus (1849) realizada por Jacques-François Baudiau y por Lereuil. Achille Millien fue por los pueblos recogiendo las canciones populares y es gracias a él que muchas de ellas nos han llegado.
Desde el siglo XX se destacan los escritores como Louis de Courmont, Émile Blin y Marinette Janvier. H. berthas es el autor de Cuentos, fábulas te laijandes en bregognon (Cuentos, fábulas y leyendas en borgoñón). Pero, sin duda, lo que ha llegado a la máxima calidad literaria en borgoñón es Alfred Guillaume. Es el autor de La âme du Morvan (el alma del Morvan), una novela que se sigue leyendo y editando, aunque no se apuesta casi nada por las publicaciones en borgoñón. Gérard Taverdet estaba realizando las traducciones de Tintin al borgoñón. La publicación de Las joyas de la Castafiore se publicó en 2008.

### Obras literarias en borgoñón
- (1701) Noëls bregognons
- (1701) Lai joye dijonnaise
- (1706) Lé festin des eta
- (1787) Lé mitan du gatiau
- Branle du diable
- Histouaies de chez nous, contes et récits du Pays Bregognon
- L'âme du Morvan
- (1978) Des histouaies du canton d'Ved'la
- (1984) Vaicances ai Yocotai
- Zoizeau Flash
- Ai traivars lai Pleshie

## Enseñanza
No está presente en ninguna escuela pública ni privada. Durante los últimos años del siglo XX se hacía un curso en la Universidad de Dijon, pero se eliminó posteriormente.

## Normativización
No tiene ninguna normativa generalmente aceptada y no está regulado.

## Ejemplos
| Borgoñón | Francés | Español |
| --- | --- | --- |
| Tôtes les jans nâssant libres et pairoils dans lote deignetai et dans los dreits. El aivant de lai raizon et peus de lai conscience et ai devant aigi les eins por les autres comant des freires.                                                                                       | Tous les êtres humains naissent libres et égaux en dignité et en droits. Ils sont doués de raison et de conscience et doivent agir les uns envers les autres dans un esprit de fraternité.                                                                                                   | Todos los seres humanos nacen libres e iguales en dignidad y derechos. Dotados de razón y conciencia, deben comportarse los unos con los otros con espíritu de fraternidad.                                                                        |
| Lai bige peus l'soulei s'pisagaint, chaicun diant qu'el étot l'pus fôrt, quand qu'el' ont vu un voèyaigeou que s'aippeurchot, enroûté dan son mantiau. È' s'sont mettus d'aiccord que çu qu'airriverot l'premer ài fére oûter son mantiau au voèyaigeou serot ergaidé coume l'pus fort. | La bise et le soleil se disputaient, chacun assurant qu'il était le plus fort, quand ils ont vu un voyageur qui s'avançait, enveloppé dans son manteau. Ils sont tombés d'accord que celui qui arriverait le premier à faire ôter son manteau au voyageur serait regardé comme le plus fort. | El viento y el sol disputaban, cada uno asegurando cuál era el más fuerte, cuando vieron a un viajero que avanzaba envuelto en su manto. Acordaron que el que fuera el primero en hacer sacar el manto al viajero sería tomado como el más fuerte. |